# Okręg wyborczy Galloway
Okręg wyborczy Galloway powstał w 1918 r. i wysyłał do brytyjskiej Izby Gmin jednego deputowanego. Okręg został zlikwidowany w 1983 r. Położony był w hrabstwie Galloway w Szkocji.

## Deputowani do brytyjskiej Izby Gmin z okręgu Galloway
- 1918–1922: Gilbert McMicking, Partia Liberalna
- 1922–1924: Cecil Dudgeon, Partia Liberalna
- 1924–1925: Arthur Henniker-Haughan, Partia Konserwatywna
- 1925–1929: Sidney Streatfeild, Partia Konserwatywna
- 1929–1931: Cecil Dudgeon, Partia Liberalna
- 1931–1959: John Mackie, Partia Konserwatywna
- 1959–1974: John Brewis, Partia Konserwatywna
- 1974–1979: George Thompson, Szkocka Partia Narodowa
- 1979–1983: Ian Lang, Partia Konserwatywna